# Josef Skořepa
Josef Skořepa (* 1928; † unbekannt) war ein tschechoslowakischer Radrennfahrer.

## Sportliche Laufbahn
Skořepa war im Straßenradsport und im Querfeldeinrennen (heutige Bezeichnung Cyclocross) aktiv. 1956 wurde er Vize-Meister im Querfeldeinrennen hinter Karel Bouška. Im Mannschaftszeitfahren wurde Skořepa 1954 und 1955 Vize-Meister in der Tschechoslowakei. In der Internationalen Friedensfahrt startete er zweimal. 1950 wurde er 11. und 1952 28. der Gesamtwertung. 1952 konnte er eine Etappe gewinnen. 1951 wurde er im Etappenrennen Polen–Tschechoslowakei Dritter.